# Bruce Wallrodt
Bruce Wallrodt (Bunbury, 26 ottobre 1951 – Perth, 2 luglio 2019) è stato un atleta paralimpico australiano. Ha disputato cinque Giochi paralimpici riuscendo a vincere nove medaglie, di cui quattro d'oro.

## Biografia
Wallrodt è nato il 26 settembre 1951 nella città di Bunbury, nell'Australia Occidentale. Ha frequentato la South Bunbury Primary School e la Newton Moore Senior High School. Dopo aver lasciato la scuola, ha lavorato come montatore e tornitore fino all'età di 29 anni, quando ha avuto un'emorragia spinale che lo ha reso paraplegico.

### Carriera sportiva

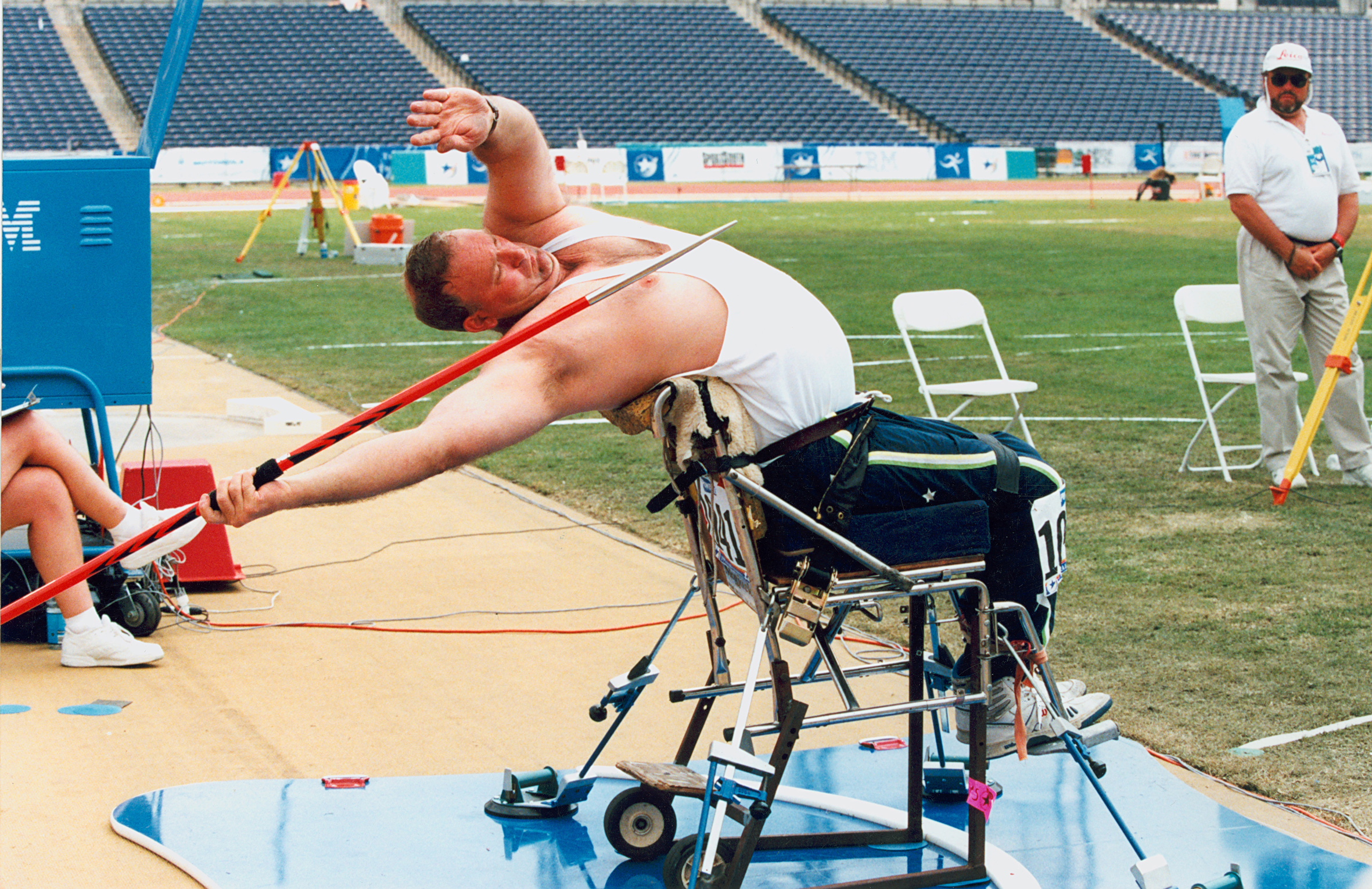
Bruce Wallrodt si prepara per il lancio del giavellotto nella categoria F53 in cui vinse il bronzo ai Giochi paralimpici di Atlanta 1996

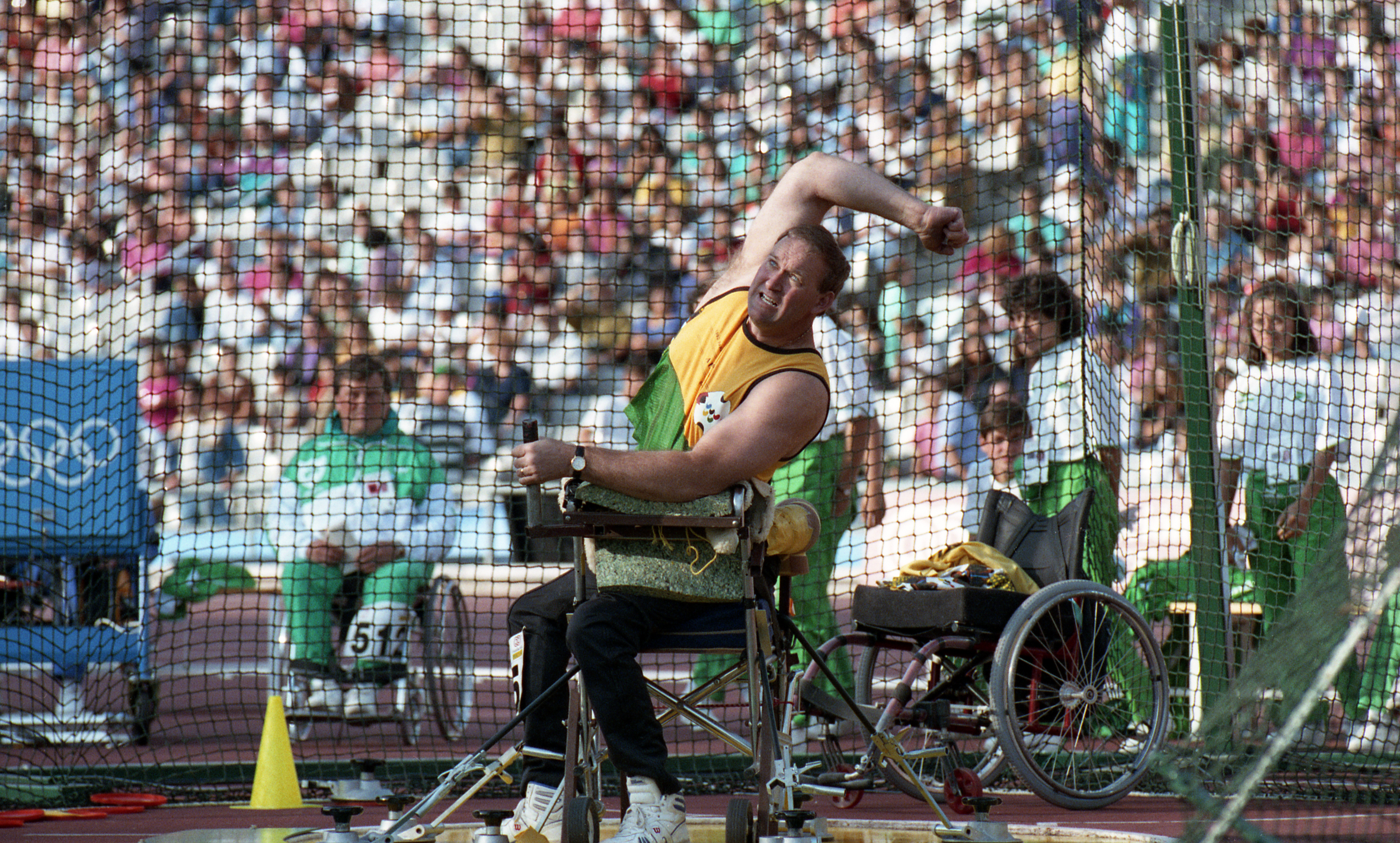
Bruce Wallrodt nel lancio del disco ai Giochi di Barcellona 1992

Nei Giochi paralimpici di Seul 1988, Wallrodt ha vinto due medaglie d'oro nel getto del peso e nel lancio del giavellotto, e una medaglia di bronzo nel lancio del disco. Ai Campionati e Giochi mondiali per Disabili del 1990 ad Assen, vinse due medaglie d'oro nel getto del peso e nel lancio del disco. Ai Giochi di Barcellona 1992, ha vinto una medaglia d'oro nel lancio del giavellotto (per la quale ha ricevuto la medaglia dell'Ordine dell'Australia), e due medaglie d'argento nelle gare di getto del peso e lancio del disco. Ai Giochi del 1992, fece segnare i record mondiali nel lancio del disco, lancio del giavellotto e getto del peso. Ai Giochi di Atlanta 1996, ha vinto una medaglia d'oro nel getto del peso F53, in cui ha battuto il record mondiale, e una medaglia di bronzo nel lancio del giavellotto F53. Nel 2000, ha ricevuto la medaglia dello sport australiano. Ha vinto una medaglia d'argento ai Giochi di Sydney 2000 nel getto del peso ed è arrivato quarto nel lancio del giavellotto. Ai Giochi di Atene 2004, è arrivato quinto sia nel lancio del giavellotto che nel getto del peso.
Wallrodt è deceduto a Perth nel 2019.

## Palmarès
| Anno | Manifestazione                                    | Sede       | Evento                      | Risultato | Prestazione | Note |
| ---- | ------------------------------------------------- | ---------- | --------------------------- | --------- | ----------- | ---- |
| 1988 | Giochi paralimpici                                | Seul       | Getto del peso 2            | Oro       | 7,83 m      |      |
| 1988 | Giochi paralimpici                                | Seul       | Lancio del disco 2          | Bronzo    | 22,30 m     |      |
| 1988 | Giochi paralimpici                                | Seul       | Lancio del giavellotto 2    | Oro       | 24,32 m     |      |
| 1990 | Campionati e Giochi mondiali per persone disabili | Assen      | Getto del peso F4           | Oro       |             |      |
| 1990 | Campionati e Giochi mondiali per persone disabili | Assen      | Lancio del disco F4         | Oro       |             |      |
| 1992 | Giochi paralimpici                                | Barcellona | Getto del peso THW4         | Argento   | 8,84 m      |      |
| 1992 | Giochi paralimpici                                | Barcellona | Lancio del disco THW4       | Argento   | 25,14 m     |      |
| 1992 | Giochi paralimpici                                | Barcellona | Lancio del giavellotto THW4 | Oro       | 25,56 m     |      |
| 1996 | Giochi paralimpici                                | Atlanta    | Getto del peso F53          | Oro       | 9,12 m      |      |
| 1996 | Giochi paralimpici                                | Atlanta    | Lancio del giavellotto F53  | Bronzo    | 23,68 m     |      |
| 2000 | Giochi paralimpici                                | Sydney     | Getto del peso T54          | Argento   | 8,76 m      |      |
| 2002 | Mondiali paralimpici                              | Lilla      | Getto del peso F54          | Oro       | 9,12 m      |      |